# Hillman (Unternehmen)

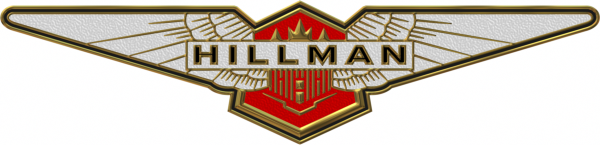
Hillman-Logo

Hillman war ein britischer Automobilhersteller, der in Coventry ansässig war und zur Rootes-Gruppe gehörte. Das Unternehmen wurde nach seinem Gründer, dem Ingenieur und Erfinder William Hillman (1848–1921), benannt.

## William Hillman
1859 gründeten Josiah Turner (1826–1886) und James Starley (1830–1881) die European Sewing Machine Company und stellten zunächst Nähmaschinen her, die alle auf Patenten von Starley beruhten. 1861 trat William Hillman als Ingenieur in das Unternehmen ein, das im gleichen Jahr als Coventry Sewing Machine Company und 1869 als Coventry Machinists Company reorganisiert wurde. Dort lief eine erfolgreiche Fahrradproduktion an, aus der die Swift Cycle Company entstand, die ab 1898 auch ein Motorrad und ab 1899 Automobile produzierte. Swift of Coventry baute bis 1931 Automobile der Marke Swift. Danach wurde der Markenname Swift an den Fahrradhersteller Kirk & Merifield in Birmingham verkauft.
Starley und Hillman verließen das Unternehmen jedoch bereits um 1870 und begannen gemeinsam an der St. John's Street in Coventry auf eigene Rechnung Nähmaschinen zu produzieren. Zudem patentierten sie mit dem Ariel das erste Ganzmetall-Fahrrad mit Speichenrädern, das sie ab 1871 gemeinsam mit ihren Nähmaschinen herstellten. Im folgenden Jahr formten sie mit Partner William Borthwick Smith ein neues Unternehmen, Smith, Starley & Co. mit Sitz an der Kreuzung St. Agnes Lane und Hales Street. 1874 überließen sie das Ariel-Patent den Ariel Works an der Spon Street (kein bekannter Bezug zu Ariel in Birmingham). Am 11. Dezember 1872 verließ William Hillman das Unternehmen, das in einer Vorgängerfirma von Ariel Motors aufging.

## Hillman & Herbert
1875 ging er eine Partnerschaft mit William Henry Herbert (1850–1911) aus Leicester ein, dem älteren Bruder des späteren Industriellen Sir Alfred Herbert (1866–1957) und Financier des neuen Unternehmens, das als Hillman & Herbert eingetragen wurde. Möglicherweise wurden neben Fahrrädern auch Rollschuhe und Nähmaschinen hergestellt.
Als das Unternehmen 1880 als Hillman, Herbert & Cooper reorganisiert wurde, entstand möglicherweise der größte Fahrradhersteller der Welt (andere Quellen nennen dazu die Pope Manufacturing Company des Albert Augustus Pope in Hartford (Connecticut), USA). Hillman, Herbert & Cooper unterhielt vier Werke in Coventry und expandierte 1896 nach Nürnberg.
1887 wurde die Tochtergesellschaft Auto Machinery Company gegründet, die mit Patenten von William Hillman erstmals Kugellager in Massenproduktion herstellte. 1891 wurde das Unternehmen an die Premier Cycle Company verkauft, die mit 600 Angestellten täglich 100 Fahrräder produzierte.

## Automobilproduktion

### Hillman-Coatalen Motor Company (1907–1910)

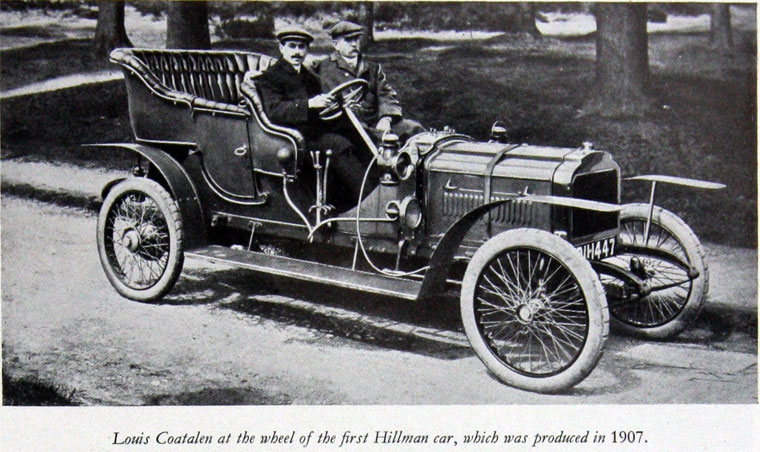
Louis Coatalen am Lenkrad des ersten Hillman-Coatalen 40 hp (1907)

William Hillman begann, sich wie viele andere Fahrradpioniere für Automobile zu begeistern. 1907 gründete er mit dem Konstrukteur Louis Hervé Coatalen (1879–1962), der bis dahin Chefingenieur bei Humber gewesen war, die Hillman Coatalen Motor Company zur Herstellung von Automobilen nach Coatalens Ideen. Auf der Automobilausstellung der Society of Motor Manufacturers and Traders (SMMT) im Londoner Olympia wurde der Hillman-Coatalen 40 hp vorgestellt, ein sportliches Fahrzeug mit einem massiven, seitengesteuerten Sechszylinder mit fast 10 Liter Hubraum. Die Zylinder mit einem quadratischen Verhältnis von Bohrung und Hub von je 127 mm waren einzeln gegossen. Gezeigt wurde auch ein noch nicht ganz komplettes Fahrgestell des kleineren 25 hp, eines Vierzylinders mit den gleichen Zylindern auf einem entsprechenden Kurbelwellengehäuse. Daraus ergab sich ein Hubraum von 6,4 Litern. Zumindest der Sechszylinder hatte Doppelzündung. Zur besseren Kühlung erhielt er zwei Wasserpumpen, von denen jede drei Zylinder versorgte. Coatalen nahm mehrfach an der Tourist Trophy für Automobile teil. Beim ersten Auftritt der Marke anlässlich der Austragung von 1907 zeigte das Fahrzeug eine eindrucksvolle Leistung, ehe es nach einem Unfall ausschied. Ein neuer, deutlich kleinerer Hillman-Coatalen 12/15 hp wurde im September 1908 auf der Londoner Automobilausstellung im Olympia erstmals der Öffentlichkeit gezeigt. Der sportliche Viersitzer mit einem 2,2 Liter großen Vierzylindermotor war mit zwei Radständen (2769 mm oder 2464 mm) lieferbar und kostete ab GB£ 298.00.

### Hillman Motor Car Company

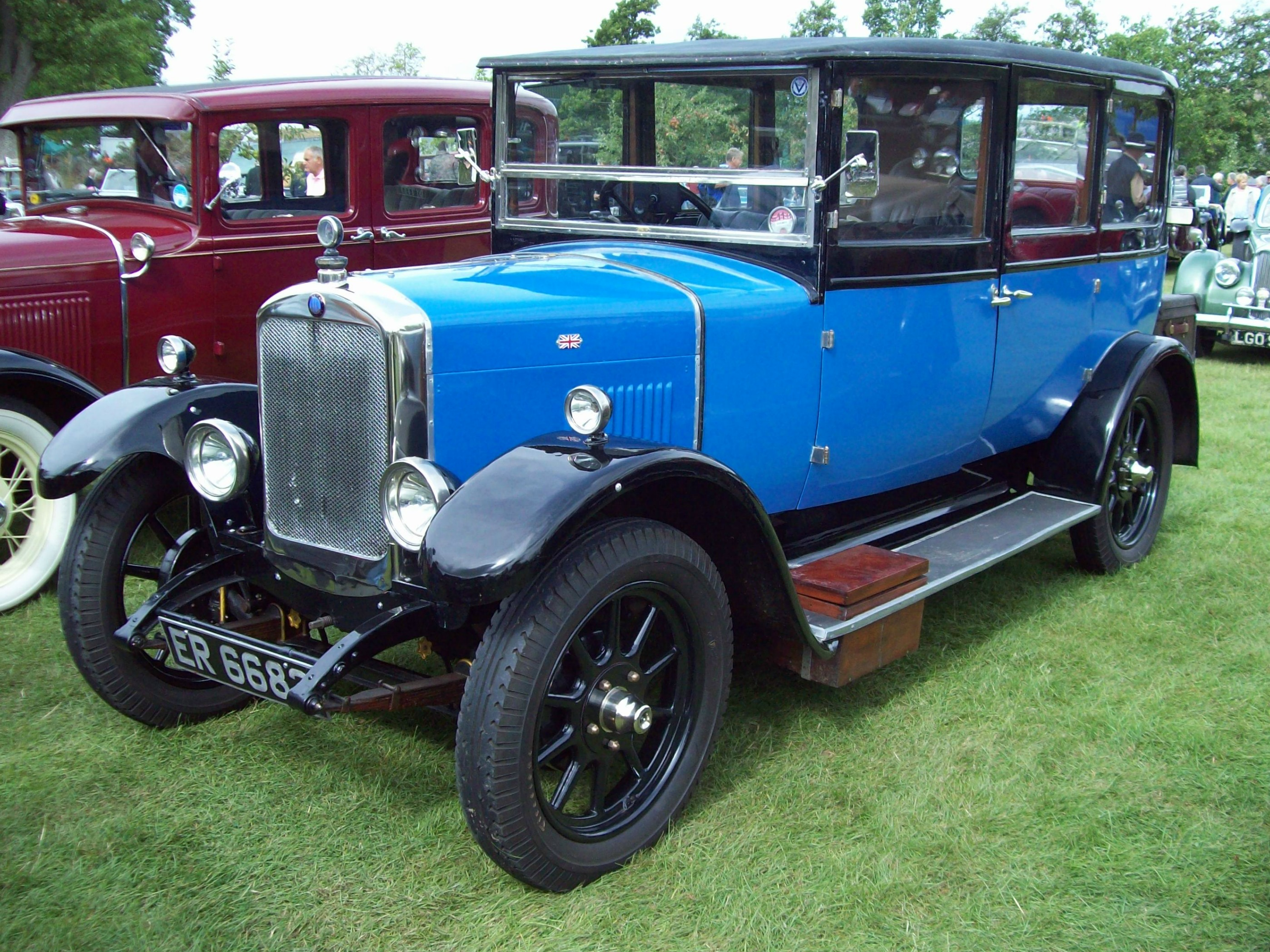
Hillman Fourteen 6-Light Saloon mit 1968 cm³, 1929

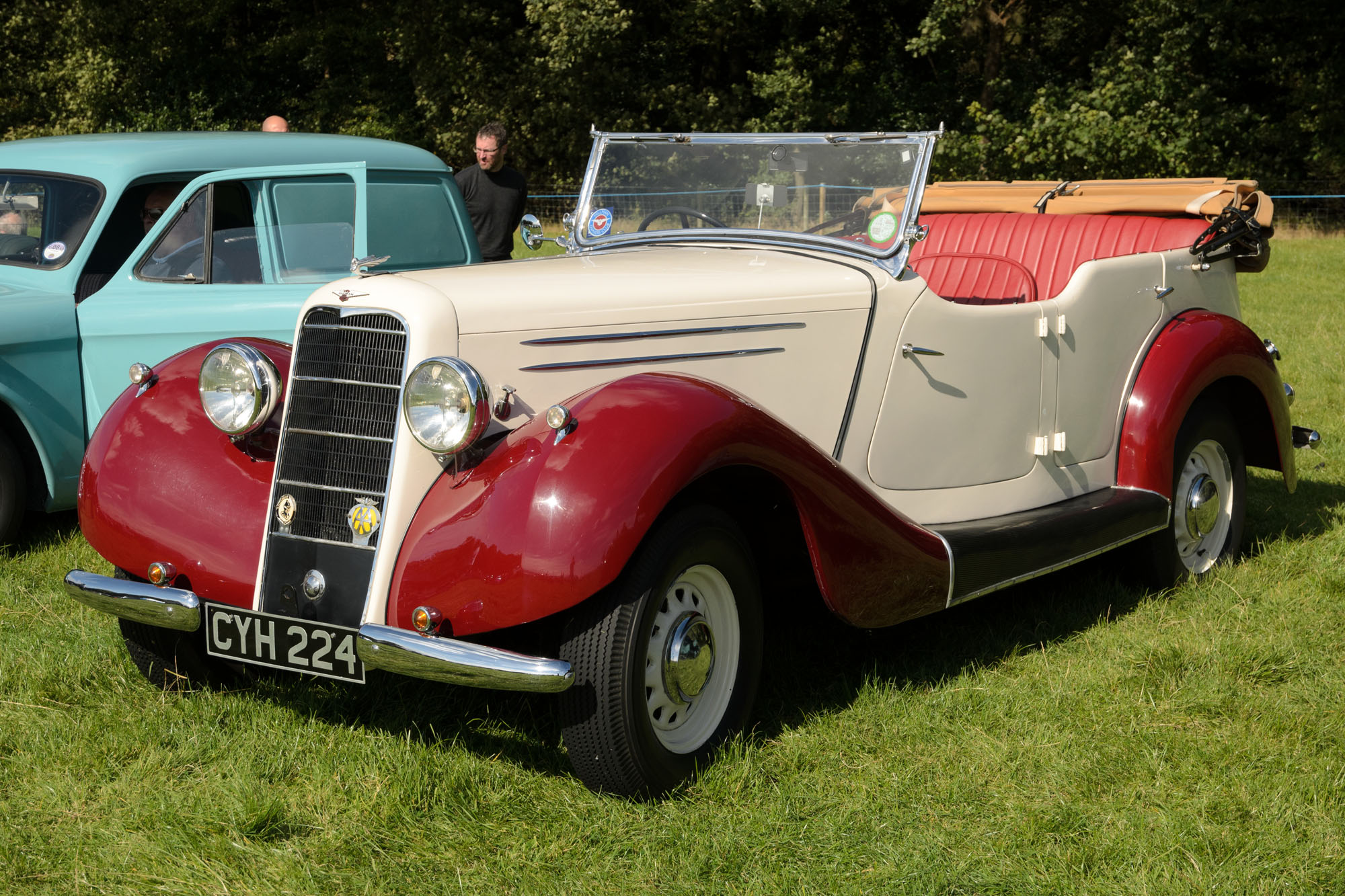
Hillman Hawk 3-Litre mit Sports Tourer Karosserie von Martin Walter, 1936

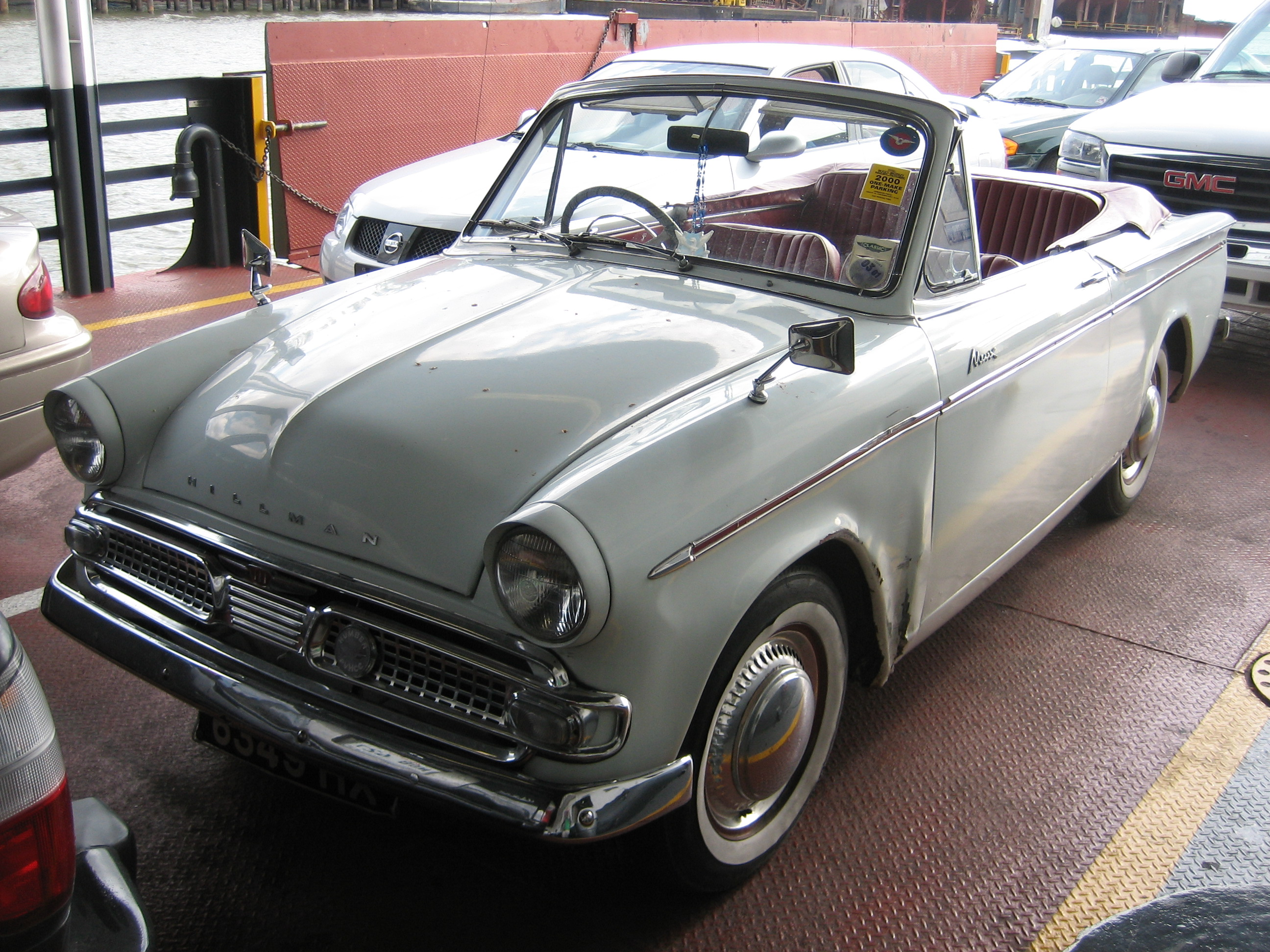
Hillman Minx Cabriolet, 1959

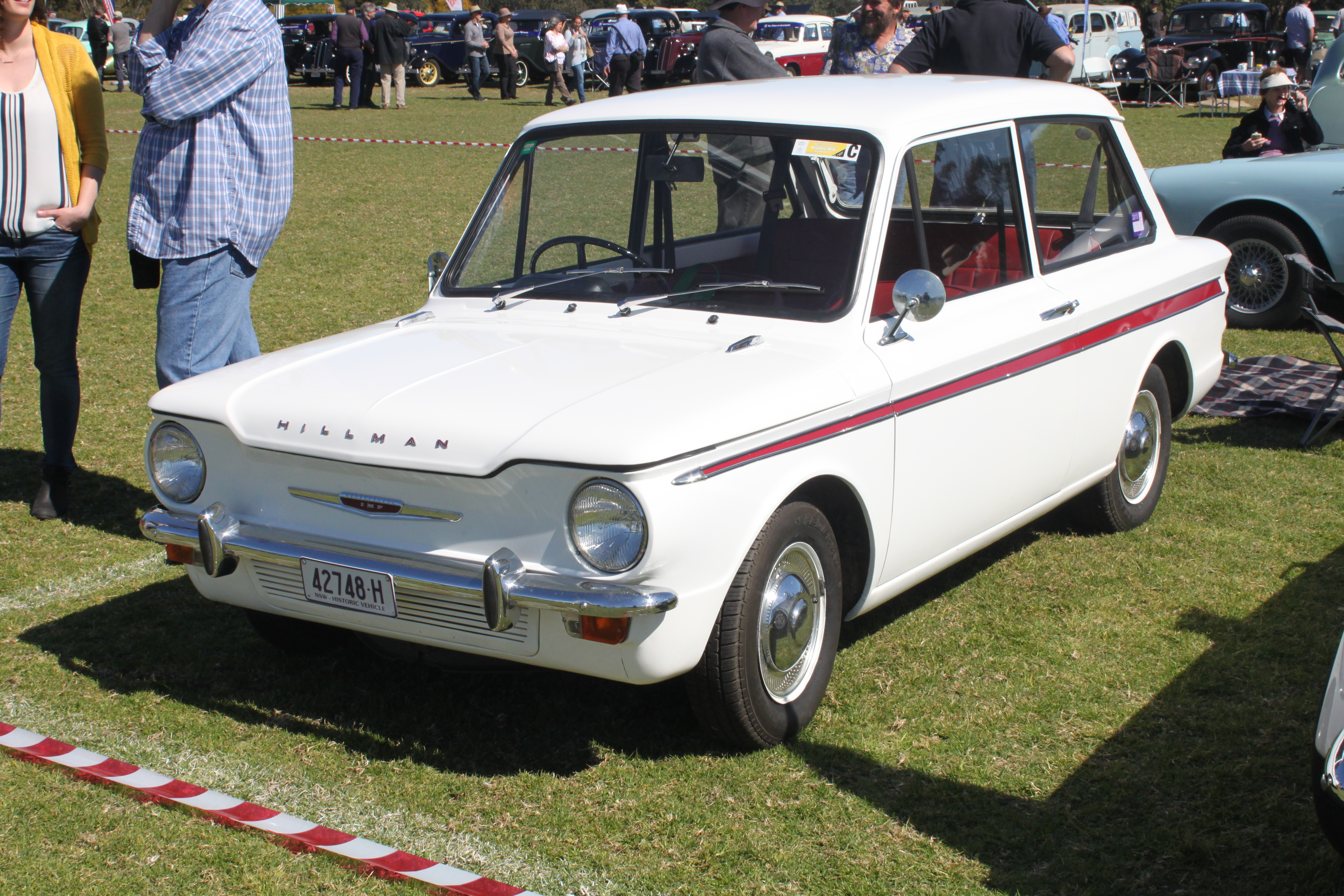
Kleinwagen Hillman Imp mit 900 cm³ Heckmotor, 1963

Bereits 1910 folgte Coatalen einem Ruf von Sunbeam, wo er als Konstrukteur von Pkw und Grand-Prix-Rennwagen internationale Bekanntheit erlangte. In diesem Jahr wurde der Name des Unternehmens auf Hillman Motor Car Company geändert, alle drei Modelle von Hillman-Coatalen wurden für kurze Zeit als Hillman weitergebaut. Während 40 hp und der zuletzt eingeführte 12/15 hp bereits 1911 entfielen, blieb der 25 hp noch bis 1913 im Programm. Die typische Form des Hillman-Kühlergrills war bereits 1908 im Zuge einer leichten Modellpflege eingeführt worden. Es folgten nun kleine Modelle, wobei sich der 9 hp und der 11 hp zum Rückgrat des Unternehmens entwickelten. Der 11 hp hatte einen Vierzylindermotor mit 65 mm Bohrung und 120 mm Hub. Der 1592-cm³-Motor leistete 25 b.h.p. bei 2500/min. Der Radstand betrug 2591 mm. Das Getriebe hatte drei Gänge. Nach dem Ersten Weltkrieg bildete Letzterer vorübergehend das einzige Angebot von Hillman.
1928 wurde die Rootes Ltd. mit 60 % des Aktienkapitals Haupteigentümerin von Hillman. Sie brachte 1931 das Unternehmen gemeinsam mit Humber und deren Tochtergesellschaft Commer unter ein Konzerndach. Dieses Humber-Kombinat bildete in der Folge die Keimzelle der 1935 gegründeten Rootes-Gruppe. Die Fahrradabteilung wurde an Raleigh verkauft.
Typisch waren nun Limousinen der Mittelklasse wie die von 1932 bis 1970 unter dem Namen Hillman Minx produzierten Modelle und das davon abgeleitete Flaggschiff Super-Minx (1961 bis 1966). Von 1963 bis 1976 war der Hillman Imp, ein Kleinwagen mit Heckmotor, im Angebot. Im Jahre 1967 übernahm der US-Konzern Chrysler die wirtschaftlich in beträchtliche Schwierigkeiten geratene Rootes-Gruppe, die 1970 in Chrysler United Kingdom umfirmiert wurde.
1977 verschwand Hillman als Marke und Fahrzeuge wie der Hillman Avenger wurden ab dann als Chrysler Avenger angeboten. 1978 übernahm PSA Peugeot Citroën die europäischen Chrysler-Tochterunternehmen und die Bezeichnung änderte sich noch einmal in Talbot Avenger.
Auch nach dem Ende der Rootes-Gruppe blieben zwei ehemalige Hillman-Typen noch lange in Produktion, nämlich der Hillman Avenger in Argentinien als VW 1500 bis 1991 (nicht verwandt mit dem gleichnamigen deutschen VW-Modell Typ 3) und der Hillman Hunter, der (mit anderem Motor) bis 2005 im Iran als Paykan 1600 von Iran Khodro Co. gebaut wurde.
Bis Dezember 2006 produzierte das ehemalige Hauptwerk der Rootes-Gruppe in Ryton-on-Dunsmore den Kombi Peugeot 206 SW. Nach der Schließung des PSA-Werkes Ende 2006 wurde das Areal im März 2007 an die Grundstücksverwertung Trenport Investments Ltd. als Industriegelände verkauft. Der Abbruch des Werkes begann am 12. November 2007.

## Modelle vor 1945
| Typ                 | Bauzeitraum          |
| ------------------- | -------------------- |
| Hillman 40 hp       | 1907–1911            |
| Hillman 25 hp       | 1909–1913            |
| Hillman 12/15 hp    | 1909–1911            |
| Hillman 12/15 hp    | 1912–1913            |
| Hillman 9 hp        | 1913–1915            |
| Hillman 10 hp       | 1913                 |
| Hillman 13/25 hp    | 1914                 |
| Hillman 11 hp       | 1915–1916, 1919–1926 |
| Hillman Speed Model | 1920                 |
| Hillman Sporting    | 1921                 |
| Hillman 14 hp       | 1926–1928, 1938–1940 |
| Hillman Vortic      | 1928–1932            |
| Hillman Wizard      | 1932–1933            |
| Hillman Minx        | 1932–1934, 1935–1939 |
| Hillman 20/70 hp    | 1934–1935            |
| Hillman 16 hp       | 1935                 |
| Hillman Hawk        | 1936–1937            |
| Hillman 80 hp       | 1936                 |

## Modelle ab 1945
| Typ                            | Bauzeitraum          |
| ------------------------------ | -------------------- |
| Hillman Minx Mark I–VIIIa      | 1945–1956            |
| Hillman Minx Series I–VI       | 1956–1967            |
| Hillman Super Minx Series I–IV | 1961–1966            |
| Hillman Husky Series I–III     | 1958–1965, 1967–1970 |
| Hillman Imp                    | 1963–1976            |
| Hillman Californian            | 1967–1970            |
| Hillman New Minx               | 1967–1970            |
| Hillman Hunter                 | 1966–1977            |
| Hillman Avenger                | 1970–1976            |

## Nutzfahrzeuge
Zwischen 1908 und 1914 wurden erstmals Nutzfahrzeuge gefertigt und von 1931 bis 1932 erneut.